# ویکرز والپارایسو
ویکرز والپارایسو (به انگلیسی: Vickers Valparaiso) یک هواپیمای ساختِ کارخانهٔ ویکرز در کشور بریتانیا است. نخستین استفاده‌کنندهٔ این هواپیما پرتغال بوده‌است. این هواپیما برای نخستین بار در ۱۹۲۳ میلادی مورد استفاده قرار گرفت.